# Arbos (Spiel)
Arbos ist ein 1999 bei M + A Spiele veröffentlichtes Geschicklichkeitsspiel. Es wurde 2000 mit dem Sonderpreis Kinderspiel des Spiel des Jahres ausgezeichnet. Das Spiel ist für einen bis acht Spieler ab sechs Jahren gedacht.

## Spielablauf
Ziel des Spieles ist es einen Baum zusammenzustecken und dabei als Erster alle Äste und Blätter loszuwerden.
Der mit Schrägbohrungen versehene Baumstamm wird in den Sockel gesteckt. Um die Schwierigkeit zu erhöhen, kann er tiefer gesteckt werden, so dass es zu einer Neigung kommt. Die Äste und Blätter werden gleichmäßig an alle Spieler verteilt. Reihum steckt jeder Spieler mindestens einen Ast oder ein Blatt an. Dabei darf nur eine Hand genutzt werden. Fallen Äste oder Blätter ab, muss der Spieler sie aufnehmen.
Eine Spielvariante sieht zusätzlich das Ziehen von Karten vor, die vorschreiben was gesteckt werden muss.
Seit 2013 besteht eine Erweiterung, bei der zusätzlich Äpfel an den Baum gesteckt werden müssen.

## Rezeption
Für Spielkult.de ist aus heutiger Sicht unverständlich, weshalb das Spiel als Kinderspiel gewertet wurde, da es auch für Erwachsene herausfordernd sei. Die Steckidee sei zwar seit den 1980ern bekannt, die Ausstattung sei aber schön.
Die Redaktion von Spiel des Jahres bezeichnete das Spiel als Baum-Jenga und hielt die Spielregeln für sehr einfach. Es sei auch gut zur Entwicklung eigener Regeln geeignet. Es wurde 2000 mit dem Sonderpreis Kinderspiel ausgezeichnet.